# Deia
|  | Per a altres significats, vegeu «Deia (desambiguació)». |

Deia (euskera per «Crida») és un periòdic basc en castellà que va ser fundat el 1977. És de caràcter nacionalista, produït per l'editorial Ipaguirre SA (EISA). Tot i que el seu objectiu inicial era comprendre tot el País Basc actualment el seu mercat es fonamenta a Biscaia, i més concretament Bilbao, on és un dels diaris més venuts tot i que a gran distància de El Correo.
La mateixa editorial el distribueix directament als punts de venda, a diferència de la resta de diaris publicats al País Basc.

## Història
Deia va ser fundat pel PNB per servir a la vegada de diari del partit i com a periòdic generalístic; entre els seus promotors i fundadors hi ha nacionalistes com Mitxel Unzueta, Luzio Aginagalde, Luis María Retozala i Eli Galdós. El seu primer número va sortir el 8 de juny de 1977, el primer director va ser Ignacio Iriarte Areso.
Publica setmanalment el suplement satíric Caduca Hoy, realitzat per Josetxu Rodríguez i Javier Ripa (col·laboradors habituals de la revista El Jueves com a Rodríguez&Ripa). Aquest suplement ha estat denunciat en dues ocasions davant l'Audiència Nacional per presumptes injúries a la família reial espanyola. La primera va ser presentada el novembre de 2003 pel fiscal Eduardo Fungairiño que, finalment, va decidir retirar-la per no trobar indicis de delicte. La segona, interposada pel fiscal Javier Zaragoza el gener de 2007 està a l'espera que el jutge Fernando Grande-Marlaska decideixi si l'admet a tràmit. El suplement Caduca Hoy du publicats 263 números i tota la col·lecció pot consultar-se a la pàgina web del diari.
Entre els seus columnistes més destacats hi ha Antonio Álvarez Solís.